# Gamla Köpstad
Gamla Köpstad var en ort i Träslövs socken Varbergs kommun. 
På platsen fanns en mindre handelsplats under tidig medeltid. Där skeppades det ut järn från Järnvirke och Järnmölle och salt från saltsjudning av havsvattnet. Galtabäcksskeppet härrör från den tiden.
SCB hade för bebyggelsen i södra delen av orten avgränsat som en småort som fram till 2005 namnsatts till Gamla Köpstad men 2010 namnsattes till Gamla Köpstad södra och Galtabäck. Norra delen hade redan då och resten 2015 vuxit samman med tätorten Träslövsläge. Omgivningarna består av ett naturreservat Gamla Köpstad Södra. Det sträcker sig längs kusten både norr och söderut.